# نور سنج

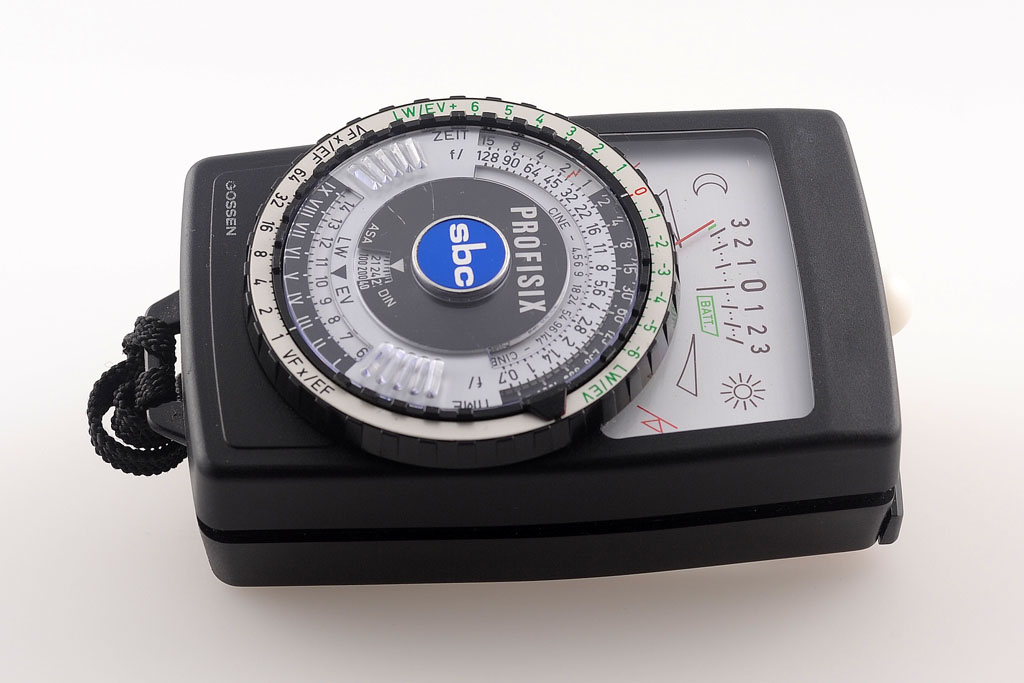
نور سنج Gossen profisix (پردازشگر آنالوک)

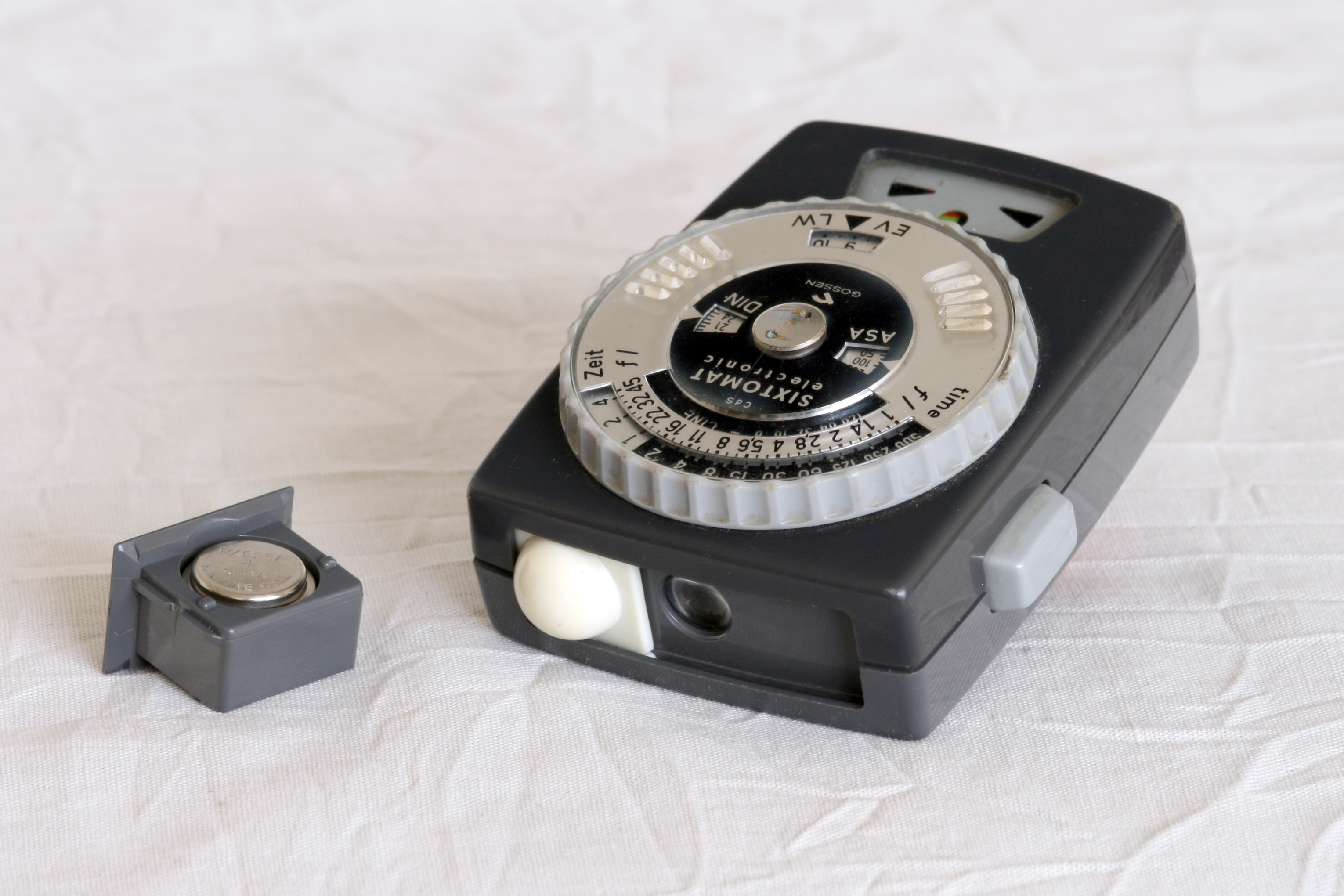
نور سنج Gossen Sixtomat (پردازشگر آنالوک)

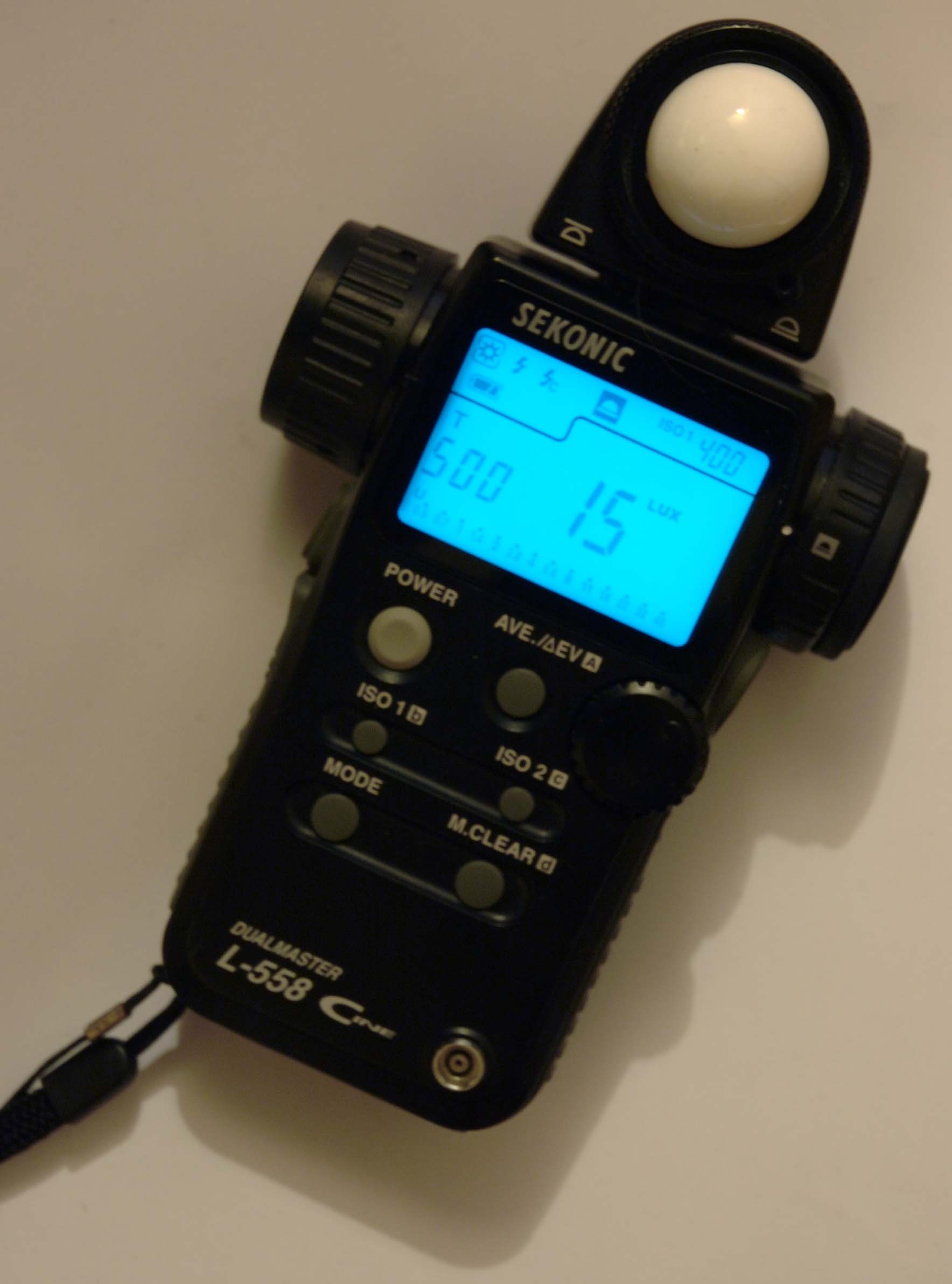
یک نورسنج و فلاش متر سکونیک (پردازشگر دیجیتال)، با امکان نور سنجی نقطه‌ای

نورسنج یک وسیله برای اندازه‌گیری مقدار نور است. در عکاسی، نورسنج برای تعیین مقدار نور، جهت تنظیم میزان ورودی آن به دوربین مورد استفاده قرار می‌گیرد. به‌طور معمول یک نورسنج شامل یک پردازشگر، که ممکن است به صورت دیجیتال یا آنالوگ باشد، امکان تعیین سرعت شاتر و عدد f را به عکاس می‌دهد. البته نورسنج‌ها با با درجه سرعت فیلم مورد استفاده مچ شده باشند.